# Leptosomatides inocellatus
Leptosomatides inocellatus is een rondwormensoort uit de familie van de Leptosomatidae.